# Matthieu Jung
Pour les articles homonymes, voir Jung.
Matthieu Jung est un écrivain français né à Nancy en 1970.

## Biographie
Après une licence de lettres à l'Université Nancy-II, il part s'installer à Paris où il travaille dans la librairie Gibert Jeune. Il obtient par la suite une maîtrise de lettres modernes à la Sorbonne, puis un DEA de littérature générale et comparée à Paris III. Il écrit alors un premier roman qui ne trouve pas d'éditeurs.
Il en profite pour collaborer à plusieurs revues culturelles comme Cancer !, Bordel, Antidata. Il se fait remarquer en publiant deux nouvelles dans les numéros 4 et 5 de la revue Bordel.
Son premier roman, La vague à l’âme, est publié par Scali en 2007.
En 2009 est publié aux Éditions Stock son deuxième roman, Principe de Précaution.
Il publie en 2011 son roman Vous êtes nés à la bonne époque aux Éditions Stock.
En 2017, il reçoit le prix littéraire La Feuille d’Or de la ville de Nancy à l’occasion du salon Livre sur la place pour son ouvrage Le triomphe de Thomas Zins publié aux éditions Anne Carrière.
Le triomphe de Thomas Zins, œuvre colossale, comportant force détails sur Nancy et dépeignant les tourments d’un adolescent, demeure à l’heure actuelle le roman majeur de Matthieu Jung.
Triangle à quatre est publié en 2019 par les éditions Anne Carrière et Gérôme et Jérôme par le Cherche Midi en 2023. Ce dernier roman raconte comment Gérôme Soler, un chanteur prometteur, se voit concurrencer par son homonyme et quasi homographe Jérôme Soler, qui vise lui aussi les plus grands succès.  